# Калоянчев, Георгий
Георгий Тодоров Калоя́нчев по прозвищу Калата (болг. Георги Тодоров Калоянчев; 13 января 1925, Бургас — 18 декабря 2012, София) — болгарский актёр театра и кино. Герой Социалистического Труда НРБ (1985). Народный артист НРБ (1966). Член Болгарской Коммунистической партии с 1962 года. Сыграл более 60 ролей в кино.

## Биография
Георгий Калоянчев родился в Бургасе 13 января 1925 года.
После службы в армии Георги поступил на актёрский факультет Высшего университета театрального искусства имени Крыстё Сарафова в Софии. Его однокурсниками были Коста Цонев и Катя Динева. После его окончания был принят в Национальный театр Ивана Вазова.
В 1951 году состоялся его кинодебют. Калоянчев сыграл роль цыгана Кали в фильме «Утро над родиной». В 1957 году Калоянчев переходит во вновь созданный Театр сатиры имени Алеко Константинова. На этой сцене он сыграл несколько десятков ролей, в том числе Хлестакова в «Ревизоре», Кочкарёва в «Женитьбе», Остапа Бендера в «Двенадцати стульях», Швейка в «Швейке во Второй мировой войне» и Артуро Уи в «Карьере Артуро Уи» Бертольта Брехта, Присыпкина в «Клопе» Маяковского, Новосельцева в «Сослуживцах» Рязанова и Брагинского.
Сын Георгия Калоянчева Ивайло Калоянчев (род. 1954) — тоже актёр, работает в Театре сатиры, снимается в кино.
Георгий Калоянчев умер 18 декабря 2012 года в Софии. В день смерти актёра Болгарское телевидение изменило программу вещания и демонстрировало фильмы с Калоянчевым в главной роли. Прощание с актёром состоялось 21 декабря 2012 года в Театре сатиры.

## Избранная фильмография
- 1951 — Утро над родиной (Утро над родината) — цыган Кали
- 1953 — Наша земля (Наша земя) — пограничник Петко Шилото
- 1954 — Сноха (Снаха)
- 1956 — Димитровградцы (Димитровградци) — Шерю Барабатов
- 1956 — Пункт первый повестки дня (Точка първа)
- 1956 — Две победы (Две победи)
- 1957 — Урок истории (Урокът на историята) — ван дер Люббе
- 1957 — Годы любви (болг. Години за любов) — посетитель больницы
- 1958 — Любимец № 13 (Любимец 13) — футбольный судья
- 1958 — Ребро Адама (Ребро Адамово) — шахтёр
- 1959 — Командир отряда — Мите
- 1959 — Малышка (болг. Малката) — Мирчи
- 1960 — Первый урок (болг. Първи урок) — Васката
- 1961—1962 — Табак (болг. Тютюн)
- 1962 — Мастер на все руки (Специалист по всичко) — штангист-тяжеловес Киро Стеров
- 1964 — Инспектор и ночь (Инспекторът и нощта) — инспектор
- 1964 — Отпуск репортёра (Невероятна история) —  командир пожарной охраны
- 1965 — Волчица (болг. Вълчицата) — Кондов, директор колонии
- 1967 — Самая длинная ночь (Най-дългата нощ) — фокусник
- 1968 — Галилео Галилей — Джордано Бруно
- 1968 — Белая комната (болг. Бялата стая) — клоун
- 1970 — Эзоп (болг. Езоп) — Эзоп
- 1970 — Кит (болг. Кит) — Парушев, начальник управления рыбными промыслами
- 1970 — Украденный поезд (Откраднатият влак) — полковник Тушев
- 1971 — На каждом километре (На всеки километър), 2 сезон, 5 серия — Сали, он же капитан Костов
- 1973 — Игрек 17 — дед
- 1983 — Удачи, инспектор! (Бон шанс, инспекторе!) — мэр
- 1990 — Под игом (Под игото, многосерийный телефильм по роману Ивана Вазова) — Хаджи Смион
- 1990 — Бай Ганю (Бай Ганьо) — бай Ганю
- 1991 — Бай Ганю ездит по Европе (Бай Ганьо тръгва из Европа) — бай Ганю

## Награды, премия, звания
- 1959 — Димитровская премия за театральную деятельность
- 1962 — премия на фестивале в Варне за роль штангиста в фильме «Мастер на все руки»[8]
- 1963 — Заслуженный артист Болгарии
- 1966 — Народный артист Болгарии
- 1985 — Герой социалистического труда Болгарии[3]
- 2000 — Орден «Стара-планина» I степени[9]